# Appletons' Cyclopædia of American Biography
Appletons' Cyclopædia of American Biography o Enciclopedia Appleton de la Biografía Americana es una colección de seis volúmenes de biografías de personajes notables involucrados en la historia del Nuevo Mundo. Publicado entre 1887 y 1889, sus artículos no firmados fueron ampliamente aceptados como autoridad por varias décadas. Más tarde, la enciclopedia se hizo famosa por incluir docenas de biografías de personas que nunca habían existido.

## Descripción general
La Cyclopædia incluye los nombres de más de 20 000 ciudadanos nativos y adoptivos de los Estados Unidos, incluidas personas vivas en ese tiempo. También se incluyeron los nombres de varios miles de ciudadanos de todos los demás países de Norteamérica y Sudamérica. El objetivo era abarcar a todas las personas notables del Nuevo Mundo. La obra también contenía los nombres de cerca de 1000 personas de origen extranjero que estaban estrechamente identificados con la historia estadounidense. La Cyclopædia fue ilustrada con cerca de sesenta retratos a página entera complementados por unos 1500 retratos de viñeta más pequeños acompañados de autógrafos facsímiles y también varias cientos de vistas panorámicas de lugares de nacimiento, residencias, monumentos y tumbas famosas de la historia.
Ninguno de los artículos están firmados ya sea con nombres o con las iniciales. Se obtuvo la clave de la autoría, cuando fue posible obtenerla, a través de una lista de contribuyentes y de sus contribuciones en orden alfabético. Un crítico consideró este método bastante incómodo, quejándose de que el hallazgo del autor de un dibujo en particular con frecuencia implicaba tener que revisar toda la lista. Sin embargo, estas listas se repasaron inútilmente para los autores de muchos bocetos, entre ellos el del presidente Grover Cleveland.

## Biografías ficticias
La Appletons' Cyclopædia es notoria por incluir aproximadamente 200 biografías de personajes ficticios. El primero en descubrir esto fue John Hendley Barnhart, quien, en 1919, identificó y reimprimió, con comentarios, catorce bosquejos biográficos de botánicos europeos que supuestamente habían llegado al Nuevo Mundo para estudiar en América Latina. En 1939, 47 biografías ficticias se habían descubierto, aunque solo las letras «H» y «V» se habían investigado sistemáticamente. Esta situación en la Appletons' Cyclopædia fue evaluada por Margaret Castle Schindler, de Goucher College, en 1937. De acuerdo con Schindler:

El escritor (o escritores) de estos artículos debía(n) de haber tenido algún tipo de formación científica —la mayoría de las creaciones eran de científicos— y el conocimiento lingüístico suficiente para haber inventado o adaptado títulos en seis idiomas. Ciertamente él (ellos) estaba(n) familiarizado(s) con la historia y la geografía de América del Sur. La mayoría de los lugares visitados por sus personajes son sitios reales, y la mayor parte los acontecimientos históricos en los que participaron son genuinos. Sin embargo, a veces cometía(n) errores mediante los cual su(s) obra fraudulenta pudo ser detectada.

George Zorn identificó al autor de artículos de jesuitas fantasma como William Christian Tenner, e identificó 42 sujetos ficticios de este género. Dobson señaló a Hermann Ritter, quien aparece como la fuente de los “Artículos sobre sudamericanos y centroamericanos”, que comienzan en el volumen III, como el probable autor de los artículos ficticios. Dobson también señala que los dos primeros volúmenes, donde Juan G. Puron desempeña esta función, son artículos prácticamente libres de problemas, aunque Barnhart identifica el artículo sobre “Dávila, Nepomuceno” como sospechoso, pero no ficticio más allá de cualquier duda.
Los colaboradores de la Appletons' Cyclopædia tenían la libertad de sugerir nuevos temas y eran pagados de acuerdo con la longitud del artículo. Los artículos solo eran revisados formalmente por el equipo de redacción. Si bien reconoce que la Appletons' Cyclopædia fue un “trabajo valioso y con autoridad”, y que el resultado de sus pesquisas no debería pesar sobre los muchos artículos auténticos, Schindler indicó que los artículos sobre temas de América Latina debían emplearse con cautela mientras no fuesen verificados con otras fuentes.

## Obras precedentes
La Appletons' Cyclopædia incorpora una obra anterior publicada por Francis Samuel Drake llamada Dictionary of American Biography (que no debe confundirse con una obra más moderna y completa del mismo nombre, también denominada Dictionary of American Biography). La primera edición de esta obra se publicó en 1872, y junto con el material original, las últimas correcciones de Drake, y todos los materiales que se habían reunido para una nueva edición, se utilizaron en la Cyclopædia. La obra original constaba de 10 000 biografías.

## Ediciones
La primera edición de la Cyclopædia se publicó entre 1887 y 1889 por D. Appleton and Company de la ciudad de Nueva York. Los editores generales fueron James Grant Wilson y John Fiske; el gestot editorial fue Rossiter Johnson de 1886 a 1888. Un séptimo volumen, que contiene un apéndice y listas suplementarias, e índices temáticos para toda la obra, se publicó en 1901.
La Cyclopædia fue republicada, sin corregir, por la Gale Research Company en 1968.

## Lectura adicional
- O'Brien, Frank M. (2 de mayo de 1936) “The Wayward Encyclopedias” The New Yorker XII: pp. 71–74. (Este es un resumen del artículo de Barnhart.)
- Dobson, John Blythe. (1993) “The spurious articles in Appleton's Cyclopaedia of American Biography — Some new discoveries and considerations.” Biography 16 (4): pp. 388—408.